# Щоголева Радмила Валентинівна
Радмила Валентинівна Щоголева — українська акторка та ведуча. Членкиня Національної спілки кінематографістів України.
Народилася 23 березня 1973 р. в Києві в театральній родині. Закінчила Київський державний інститут театрального мистецтва ім. І. Карпенка-Карого.

## Фільмографія
- «Острів любові»
- «Роксолана»
- «Чорна рада»
- «Білий костюм» (Belo odelo, Югославія), у ролі Кармен
- «Гоголь. Ближайший»
- «Дау», у ролі Нори — жінки Льва Ландау.

Відома також за роллю Гелі в програмі Андрія Данилка «СВ-шоу».
У 2019 році вийшов у показ фільм Дау російського режисера Іллі Хржановсьокого. Акторка виконує роль дружини головного героя, нобелівського лауреата, фізика Льва Ландау — Конкордії «Нори» Дробанцевої.